# X51.ORG
X51.ORG（エックス ごじゅういち ドット オルグ）は、オカルト関連のニュースを扱うウェブサイト。
写真家の佐藤健寿が2002年北米在住時に、個人サイトとして開設。管理人自ら、毎年3ヶ月以上の長期現地視察を行っている（2003年北米（エリア51）、2004年南米（エスタンジア）、2005年ヒマラヤ（チベット、ネパール）など）。
主に北米、南米、中国、ロシアなど、日本国外のウェブサイト及び現地視察から得た情報に基づき、オカルト、超常現象、宇宙人、未確認生物、UFO、都市伝説などに関するニュースを配信している。
2006年12月よりGyaO内で、2006年の北米現地視察の模様などをまとめた映像コンテンツX51.Filesを公開している。
2007年12月20日映画おそいひとのインタビュー掲載以降、ホームページの更新は停止していたが、これは2009年に発行を予定している新しい写真集のための取材および編集のためである。
2010年1月20日漫画家の漫☆画太郎とコラボレーションした写真集「奇界遺産」を発表し、2010年中にはホームページの更新を再開すると告知したが、結局更新はされなかった。

## 出版物
- X51.ORG THE ODYSSEY （ISBN 4860620593）
- 奇界遺産　(ISBN 4767808987)